# العشق الممنوع (مسلسل)
العشق الممنوع (بالتركية: Aşk-ı Memnu)‏ هو مسلسل تلفزيوني تركي ميلودرامي رومنسي اجتماعي، مقتبس من رواية تركية شهيرة تحمل نفس الاسم للكاتب خالد ضياء أوشاقلي كيل، التي كتبت بين عامي 1899 و1900. تم تصوير الرواية كمسلسل لأول مرة في عام 1970 بالأبيض والأسود، حيث أُنتجت منه 6 حلقات فقط. وفي عام 2008، تم إعادة تصوير المسلسل بميزانية ضخمة.
حقق المسلسل نجاحاً جماهيرياً ونقدياً كبيراً، حيث حصد عشرات الجوائز، من أبرزها جائزة أفضل مسلسل درامي في العالم لعام 2009. كما حقق أرباحاً ضخمة من توزيعه ودبلجته لأكثر من 12 لغة. يعتبر المسلسل واحداً من أشهر المسلسلات التركية في العالم العربي، بفضل قصته ومشاهده الجريئة التي أثارت العديد من الدعاوى القضائية.

## قصة المسلسل
يقرر رجل الأعمال عدنان بك زياكيل الزواج بعد 11 عامًا من وفاة زوجته الأولى، وأم ولديه نهال ومراد، من الحسناء الشابة سمر يوري أوغلو، رغم معارضة أمها الشديدة التي كانت تريده زوجًا لها لاستغلال ثروته والخروج من وضعها المالي الصعب. لكن سمر تصر على الزواج من عدنان نكاية بأمها التي تكرهها، وتحملها مسؤولية وفاة والدها بعد اكتشافه لخيانتها.

خلال حفل عقد قرانهما، يتسبب رجل الأعمال حلمي أونال في فضيحة كبرى، محذرًا عدنان من تبعات اختياره ونسبه من عائلة يوري أوغلو. يتكشف أيضًا اتفاق غير معلن بين والدة سمر، فيروز خانم، وابن حلمي، نهاد أونال، مما يضطر نهاد لبيع قطعة أرض عائلية ودفع ثمنها لفيروز خانم ليوافق والدها على زواج ابنه من ابنتها.

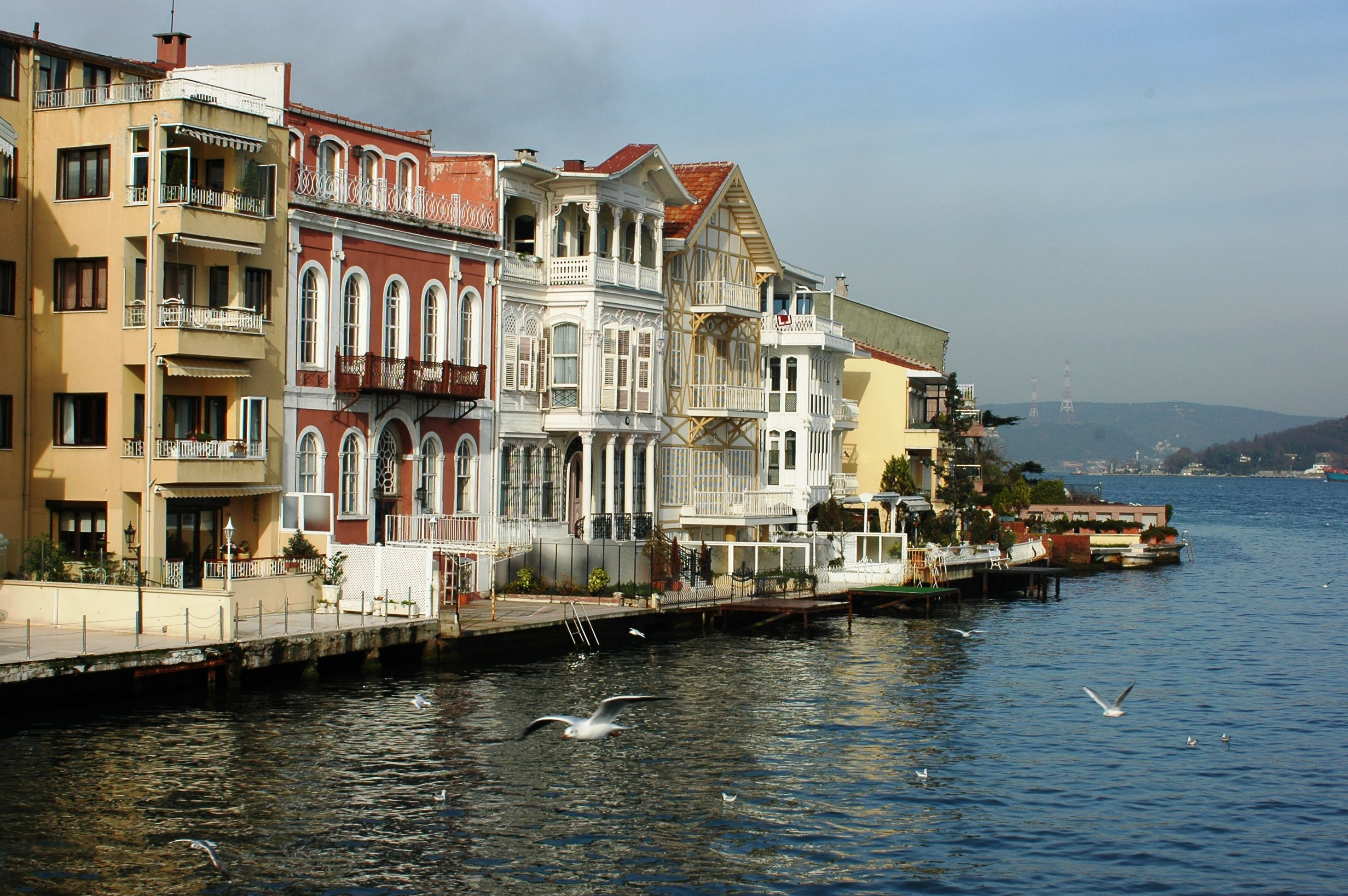
منطقة ساري ير في إسطنبول التي صور فيها المسلسل.

تنتقل سمر للعيش في قصر عدنان زياكيل، حيث يسكن قريب عدنان، الشاب الوسيم مهند، بالإضافة إلى مربية أولاده، الآنسة لميس، وبعض الخدم. بعد فترة، تنتقل والدة سمر إلى قصرهما بعد إعلان إفلاسها، محققةً حلم حلمي أونال في الانتقام منها بالاستيلاء على قصرها وطرد نهاد من عمله ومنزله.
تتدخل سمر أمام زوجها، الذي يقدم لنهاد منصبًا في إحدى شركاته، مما يثير غيرة مهند، الذي يصدق ما قاله حلمي عن عائلة سمر كونها انتهازية. تحذر بيسان، شقيقة سمر الكبرى، من ألاعيب مهند، خصوصًا أنها كانت تربطها به علاقة حب سابقة. تقرر سمر طرد مهند من القصر بعد استفزازه ضدها أمام عمه، وهو ما تنجح فيه.
تتوالى الأحداث، ويعود مهند إلى القصر. ذات يوم، يصاب بنزلة برد، فتهتم به سمر، مما يجعله ينجذب إليها، لكنه ينكر مشاعره. ومع مرور الوقت، تتطور مشاعره نحوها، مما يؤدي إلى علاقة حب سرية بينهما، في الوقت الذي تتوتر فيه علاقتها بزوجها.
تشعر فيروز خانم بالتغير في تصرفات سمر، فتقرر إبعاد مهند عنها، وتخطط لزواجه من صديقته بشري. لكن العلاقة تفشل، فتقوم بإيهام نهال، ابنة عدنان المراهقة، بأن مهند معجب بها، لتبدأ علاقة بينهما كمزحة، تنتهي بخطوبة تثير غيرة سمر.
مع مرور الوقت، يفكر مهند في إنهاء علاقته المحرمة مع سمر، لكن الأخيرة تكتشف أن السائق بشير قد وثق علاقتها مع مهند بتسجيلات. وفي ظل معاناته من مرض السل، يقرر بشير الذهاب للمستشفى.
تقرر فيروز خانم طرد خادمتها كاتيا بعد اكتشاف تسريباتها لحلمي. تهرب كاتيا إلى حلمي الذي يأويها، ويطلب منها إطلاعه على كل الأسرار. يتقرب مهند من بشير في محاولة لاستعادة تسجيلاته، متعهدًا له بأنه صادق في حبه لنهال.
تكتشف والدة نهاد، أروى خانم، خيانة زوجها حلمي، فتطلب منه إصلاح علاقته بابنها. وفي صباح يوم زفاف نهال ومهند، تكتشف الآنسة لميس علاقة سمر ومهند، وتخبر عدنان بكل ما رأته. في تلك الأثناء، تحاول فيروز ثني ابنتها سمر عن فضح العلاقة، لكن دون جدوى.
تحدث مواجهة بين عدنان وسمر، وعندما يكتشف الحقيقة، ينفجر غضبًا. في لحظة من اليأس، تطلق سمر النار على نفسها، مما يؤدي إلى صدمة الجميع، بما في ذلك نهال التي تصاب بانهيار عصبي.
يموت بشير في اليوم نفسه، ويذهب مهند لزيارة قبر سمر، حيث يبدأ بالندم على خيانته لعمه. تنتهي القصة بمشهد عائلة زياكيل وهم يغادرون الفيلا إلى منزل جديد، ساعين لبدء حياة جديدة.

## أبطال العمل

صور الشخصيات الرئيسية
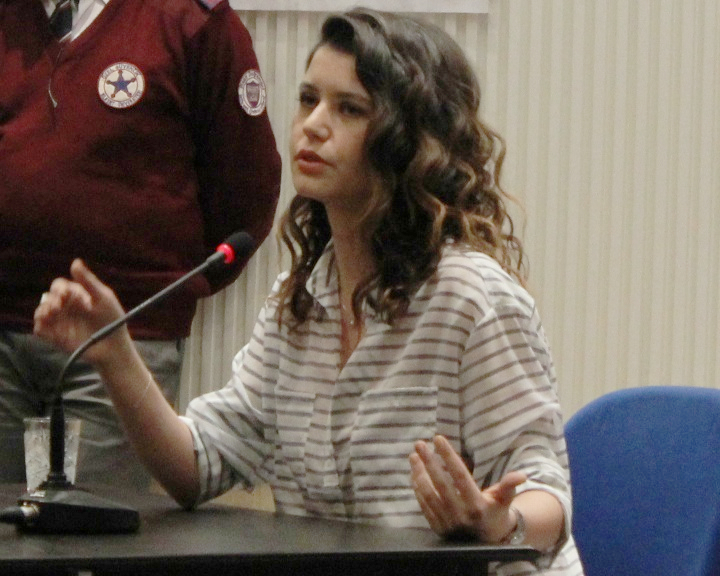
بيرين سات في دور سمر زياكيل
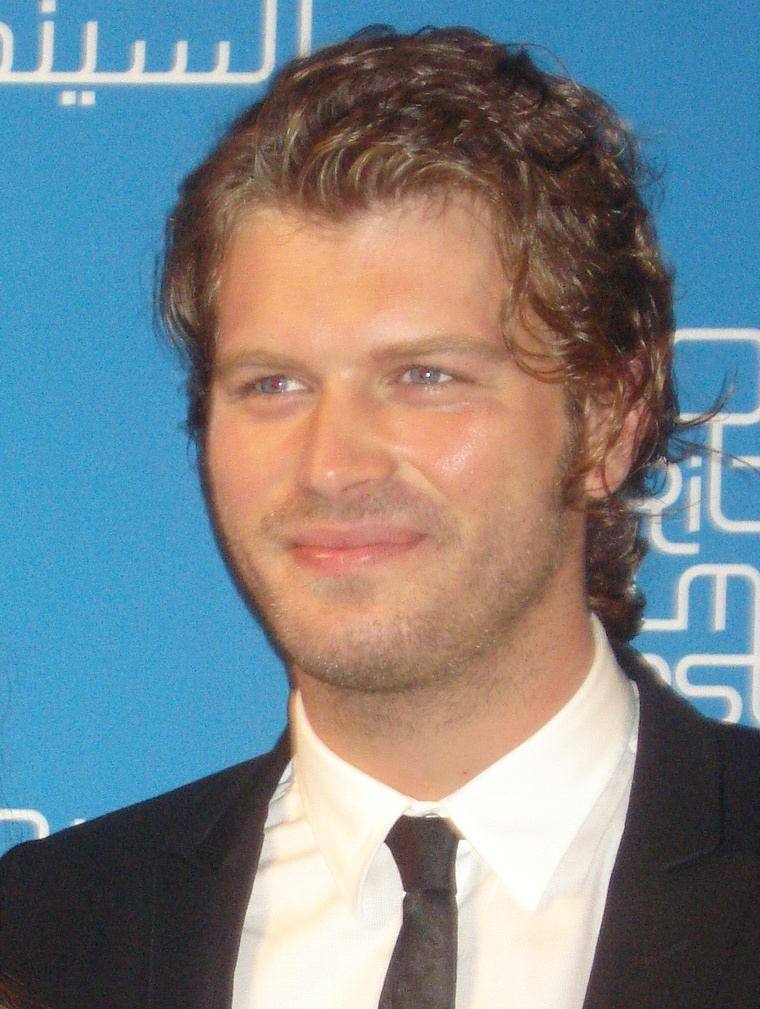
كيفانتش تاتليتوغ في دور مهند خازندار
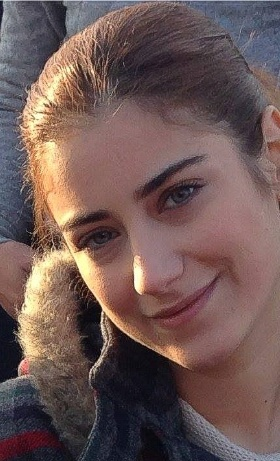
هازل كايا في دور نهال زياكيل
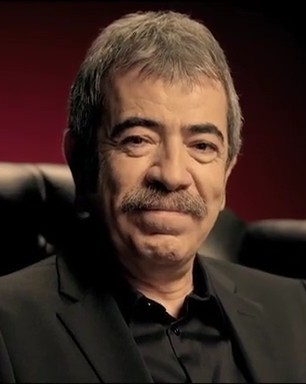
سلجوق يونتام في دور عدنان زياكيل
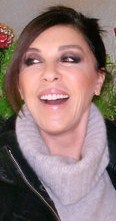
نباهة تشهره في دور فيروز يوري اوغلو

### الشخصيات الرئيسية
| الشخصية العربية       | الشخصية التركية                                 | الممثل           | مؤدي الصوت العربي | معلومات عن الشخصية |
| --------------------- | ----------------------------------------------- | ---------------- | ----------------- | --- |
| سمر يوري أوغلو زياكيل | Bihter Yöreoğlu Ziyagil بيهتر يوري أوغلو زياكيل | بيرين سات        | فاديا عزام        | سمر فتاة فاتنة في ريعان شبابها، تفقد والدها، مالك بيك، إثر أزمة قلبية بعد اكتشافه لخيانة أمها، فيروز خانم. يتوتر العلاقة بينها وبين أمها إلى درجة الكراهية، حيث يعمق غياب والدها رغبتها في الانتقام منها. نتيجة لذلك، تقرر سمر الزواج من رجل الأعمال الثري، عدنان بيك زياكيل، نكاية بأمها التي كانت تسعى للتقرب منه للخروج من وضعية الإفلاس التي حلت بالعائلة بعد وفاة رب الأسرة، رغم فارق العمر الكبير بينهما. بعد فترة وجيزة من زواجهما، تتعرف سمر على قريب زوجها، مهند، الذي يقع في حبها، مما يؤدي إلى دخولها في علاقة محرمة تأخذها بعيدًا عن الواقع. |
| مهند خازندار          | Behlül Haznedar بهلول هازندار                   | كيفانتش تاتليتوغ | حسام سكاف         | مهند شاب وسيم توفي والداه في حادث سير وهو طفل لم يبلغ الحلم فرباه عمه (عدنان زياكيل) مثل ٱبنه، ووفر له كل سبل العيش المرفه حتى أضحى مغرورا ومتهوراً يحب السهر والعلاقات النسائية. يقع مهند في حب زوجة عمه الشابة (سمر) بعد بداية منفرة ضناً منه أنها ٱنتهازية وتحب المال مثل أمها لكنه يتعرف على شخصيتها الطيبة بعد أن تحيطه بالإهتمام وتعتني به إثر إصابته بالزكام وهو ما يؤدي إلى علاقة محرمة بينهما، تتطور خلالها العلاقة إلى أن ينكشف أمرهما ويلغى حفل زفافه من إبنت عمه (نهال).                                                                      |
| عدنان زياكيل          | Adnan Ziyagil عدنان زياكيل                      | سلجوق يونتام     | مأمون الرفاعي     | عدنان بيك، رجل أعمال في الخمسينات من عمره، أرمل وواحد من أغنى أغنياء إسطنبول. يعيش في قصره الفخم مع ولديه، نهال ومراد، ومربيتهما الأنسة لميس، بالإضافة إلى عدد من الخدم وقريبه مهند. بعد فترة من الوحدة دامت 11 عاماً، يتزوج عدنان عن حب من سمر، الشابة الحسناء، رغم الفارق الكبير في السن بينهما. |
| فيروز يري اغلو        | Firdevs Yöreoğlu فرديفس يري اغلو                | نباهت جهره       | مها المصري        | فيروز يري أوغلو، زوجة مالك بيك ووالدة سمر وبيسان، هي امرأة طموحة تعشق الرفاهية والمقامرة، مما يتسبب في ضوائق مالية لعائلتها. تعارض فيروز زواج سمر من عدنان، لكنها تتراجع عن موقفها تحت وطأة تهديدات سمر. تتدخل فيروز في شؤون بناتها وعائلة عدنان، حيث توهم نهال بأن مهند يحبها، وتنصحها بالارتباط به لإبعاد مهند عن سمر. |
| نهال زياكيل           | Nihal Ziyagil نهال زياكيل                       | هازل كايا        | ندين تحسين بيك    | نهال مراهقة رقيقة وحساسة وابنة عدنان زياكيل من زوجته الأولى وأقرب شخص لقلب أبيها بسبب شخصيتها المرهفة، تقع نهال منذ طفولتها بغرام قريبها مهند الذي تربت معه منذ الصغر لتتطور العلاقة بينهما بسبب تدخلات (فيروز خانم)، لتخطب له لكن وأثناء التحضير للزواج منه يلغى الزفاف بعد انكشاف العلاقة المحرمة التي تربطه بزوجة أبيها. |

### الشخصيات الثانوية
| الشخصية العربية        | الشخصية التركية                              | الممثل         | مؤدي الصوت العربي | معلومات عن الشخصية |
| ---------------------- | -------------------------------------------- | -------------- | ----------------- | --- |
| الأنسة لميس (مدموازيل) | دنيز دو كورتون (Deniz DeCourton(Matmazel     | زرين تكيندور   | رنا شميس          | مربية مراد ونهال. والدها فرنسي وأمها تركية. تحب عدنان بيك مما يثير غيرة سمر عند اكتشافها الأمر. |
| مراد زياكيل            | بولنت زياغيل Bülent Ziyagil                  | باتوهان كرجكيا | سعيد عنيني        | ابن عدنان بيك. وشقيق نهال الأصغر. يعتبر مهند مثله الأعلى ويحبه كثيراً. |
| إنعام زياكيل           | أرسن زياغيل Arsen Ziyagil                    | جولسن تونجر    | عزة البحرة        | شقيقة عدنان وشريكته في المجموعة وعمة نهال ومراد وقريبة مهند إنسانة متزنة وهادئة تدرك طبيعة فيروز خانم وتملقها، وخطأ عدنان بزواجه من سمر لكنها لاتتدخل في شؤون شقيقها. تعيش في مزرعتها                             |
| بيسان يوري أوغلو أونال | بايكار يوري أوغلو اونال Peyker Yöreoğlu Önal | نور فتاح أوغلو | زينة ظروف         | الابنة البكر لمالك بيك وفيروز خانم وشقيقة سمر وزوجة نهاد اونال. كانت على علاقة بمهند في الماضي. |
| نهاد اونال             | نيهات اونال Nihat Önal                       | إيلكار كزماز   | مالك محمد         | ابن حلمي بيك وأروى خانم وزوج بيسان. |
| أروى اونال             | اينور اونال Aynur Önal                       | زرين نشانجي    | سوزان سكاف        | زوجة حلمي اونال، ووالدة نهاد اونال. |
| حلمي اونال             | حلمي اونال Hilmi Önal                        | رجب أكتوغ      | بسام داوود        | رجل أعمال إسطنبولي، زوج أروى ووالد نهاد. عدو فيروز خانم وعائلة عدنان بيك اللدود، يفعل المستحيل لينتقم منهما. |
| بشير                   | بشير Beşir Elçi                              | باران اكبولوت  | محمد حمادة        | سائق عدنان بيك. صديق نهال منذ الطفولة، ومغرم بها. هو أول من اكتشف علاقة سمر ومهند، يصاب بمرض السل ويموت بعد أن يكشف لعدنان خيانة سمر.                                                                             |
| شهيرة                  | شايسته Şayeste                               | فاطمة كرنفيل   | فاطمة سعد         | كبيرة الخدم في دار عائلة زياكيل. وزوجة كبير الخدم سليمان أفندي ووالدة جميلة. |
| سليمان أفندي           | سليمان أفندي Süleyman Efendi                 | رنا جبار       | محمد خرماشو       | كبير الخدم وطباخ العائلة. زوج شهيرة ووالد جميلة. |
| بشرى                   | إليف Elif Bender                             | إيدا أوزاركان  | رنا زرقا          | عارضة أزياء وحبيبة مهند |
| جميلة                  | جميلة Cemile                                 | بيلين إرميس    | ديمة يعقوب        | ابنة كبير وكبيرة الخدم سليمان أفندي وشهيرة. تغار من نهال وتكرهها لغناها وجمالها وحب الجميع لها ولأن السائق بشير الذي تحبه مغرم بنهال دونها.                                                                       |
| سهيلة                  | نسرين Nesrin                                 | إفرين دويال    | فرح حوارنة        | خادمة في قصر عدنان زياكيل. |
| سهير                   | سيفغي Sevil                                  | جوليزار إرماك  | ليلى بقدونس       | صديقة فيروز خانم. |
| كاتيا                  | كاتيا Katia                                  | Ufuk Kaplan    | ناديا بدران       | خادمة فيروز خانم وجاسوستها |
| مالك بيك يوري أوغلو    | مليح يوري أوغلو Melih Yöreoğlu               | منير أكشا      | سامر الجندي       | زوج فيروز خانم ووالد سمر وبيسان. رجل أعمال إسطنبولي بسبب مقامرات زوجته وبذخها يتعرض لضوائق مالية في شركته. يكتشف مع سمر خيانة زوجته له فيتعرض لأزمة قلبية يموت بسببها لتنشأ علاقة كره وحقد في قلب سمر إتجاه أمها. |

## دبلجة المسلسل

شعار شركة ساما للإنتاج والتوزيع الفني القائمة على دبلجة المسلسل في الوطن العربي إلى العربية باللهجة السورية

تمت دبلجة المسلسل من اللغة التركية إلى العربية باللهجة السورية بواسطة شركة ساما للإنتاج والتوزيع الفني السورية، بمشاركة نخبة من الممثلين السوريين.

### دبلجة أسماء الأماكن
لم تشهد أسماء الدول والمدن والأماكن الموجودة في المسلسل
تغييرات كثيرة، حيث تمت المحافظة على أسماء البلدان التركية جميعها لكونها معروفة.

### دبلجة أسماء الشخصيات
تم تغيير بعض أسماء شخصيات المسلسل من اللغة التركية إلى أسماء باللغة العربية، وذلك لصعوبة نطقها بالعربية، حيث تم اعتماد أسماء عربية مشابهة لنظيرتها التركية لتسهيل نطقها.
| اسم الشخصية بالعربية  | اسم الشخصية بالتركية | اللفظ بالعربية          |
| --------------------- | -------------------- | ----------------------- |
| مهند خازندار          | Behlül               | بهلول هازندار           |
| سمر يوري أوغلو زياكيل | Bihter               | بيهتر يوري أوغلو زياكيل |
| فيروز يوري أوغلو      | Firdevs              | فرديفس                  |
| عدنان زياكيل          | Adnan                | عدنان زياكيل            |
| لميس                  | Deniz                | دنيز                    |
| نهال                  | Nihal                | نهال                    |
| مراد                  | Bülent               | بولنت                   |
| بيسان                 | Peyker               | بايكار                  |
| نهاد                  | Nihat                | نيهات                   |
| بشير                  | Beşir                | بشير                    |
| شهيرة                 | Şayeste              | شايسته                  |
| سليمان                | Süleyman             | سليمان                  |
| أروى                  | Aynur                | اينور                   |
| حلمي                  | Hilmi                | حلمي                    |

## أجزاء المسلسل
| الموسم                  | عدد الحلقات | الحلقات | بداية الموسم   | نهاية الموسم  | يوم ووقت البث                          | تاريخ الموسم | قناة تلفزيونية |
| ----------------------- | ----------- | ------- | -------------- | ------------- | -------------------------------------- | ------------ | -------------- |
| الموسم 1 النسخة التركية | 38 حلقة     | 1 - 38  | 4 سبتمبر 2008  | 18 يونيو 2009 | كل خميس على الساعة 20:00               | 2008-2009    | كانال دي       |
| الموسم 2 النسخة التركية | 41 حلقة     | 39 - 79 | 3 سبتمبر 2009  | 24 يونيو 2010 | كل خميس على الساعة 20:15               | 2009-2010    | كانال دي       |
| الموسم 1 النسخة العربية | 165 حلقة    | 1 - 165 | 18 سبتمبر 2010 | 4 مايو 2011   | من السبت إلى الأربعاء على الساعة 21:00 | 2011-2010    | MBC4           |

## الموسيقى التصويرية
تم وضع الموسيقى التصويرية وشارة البداية والنهاية للمسلسل بواسطة المغني والملحن وكاتب الأغائي التركي تويجار اشيكل. كما تم استخدام مقتطفات من أغاني شهيرة، مثل أغنية "Beggin" لفرقة مادكون النرويجية، وأغنية "Bir Günah Gibi" للمغنية التركية آجدا پقان، بالإضافة إلى بعض أغانيها، وأغنية "Histoire d'Un Amour" للمغني الفرنسي داني بريون، الذي يُعرف بأصوله التونسية.
علاوة على ذلك، تم اعتماد عدة معزوفات كلاسيكية شهيرة، أبرزها مقطوعة "ذكريات الماضي رقم 20" للموسيقار فريدريك شوبان، ومقطوعة الفالس الثاني للموسيقار دميتري شوستاكوفيتش، ومقطوعة "سوناتا بيانو رقم 14" للموسيقار الألماني لودفيج فان بيتهوفن.
وقد تم تجميع جميع أغاني وموسيقى المسلسل في ألبوم يحمل نفس عنوان المسلسل، من إنتاج شركة القمر للإنتاج (Ay Yapım)، المنتجة للعمل.
- موسيقى تصويرية: Aşk-ı Memnu / مسلسل العشق الممنوع.[3]
- فنان: تويجار اشيكلي.[4]
- اللغة: لغة تركية
- تاريخ الإصدار: 4 سبتمبر 2008
- عدد الأغاني: 33
- وكالة: القمر للإنتاج (Ay Yapım)

| رقم | المدة | عنوان الأغنية                  |
| --- | ----- | ------------------------------ |
| 1.  | 1:35  | Aci                            |
| 2.  | 0:46  | Ask                            |
| 3.  | 1:01  | Ayrilik (الفراق)               |
| 4.  | 0:39  | Behlul                         |
| 5.  | 0:33  | Bekleyis                       |
| 6.  | 1:16  | Dokunus                        |
| 7.  | 0:46  | Gecmis                         |
| 8.  | 0:57  | Haykiris                       |
| 9.  | 0:42  | Herseyin Sonu                  |
| 10. | 0:59  | Huzun                          |
| 11. | 0:48  | Huzur                          |
| 12. | 0:36  | Ilk Ask                        |
| 13. | 1:09  | Imkansiz Birliktelik           |
| 14. | 1:40  | Jenerik (شارة الجنريك)         |
| 15. | 0:37  | Jenerik - Ud Versiyon          |
| 16. | 1:29  | Kacis                          |
| 17. | 0:30  | Karanlik                       |
| 18. | 0:38  | Masumiyet                      |
| 19. | 0:53  | Nihal                          |
| 20. | 0:32  | Ozlem                          |
| 21. | 0:30  | Sevinc                         |
| 22. | 3:06  | Son Veda (شارة إكتشاف الحقيقة) |
| 23. | 0:37  | Suphe                          |
| 24. | 1:01  | Tedirgin                       |
| 25. | 1:04  | Tehlike                        |
| 26. | 0:40  | Umitsizlik                     |
| 27. | 0:33  | Uzak                           |
| 28. | 0:50  | Uzak - Slow                    |
| 29. | 0:51  | Yalnizlik                      |
| 30. | 1:06  | Yasak Ask                      |
| 31. | 0:42  | Yasak Ask - Keman Versiyon     |
| 32. |       |                                |
| 33. |       |                                |

## البث الدولي

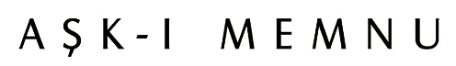
شعار وعنوان المسلسل

تمت دبلجت المسلسل إلى أكثر من 12 لغة.
- الجدول التالي يبين القنوات التي عرض فيها المسلسل.

| الدولة                   | اللغة                                              | القناة الباثة                                        | التاريخ                                                    | عنوان المسلسل            |
| ------------------------ | -------------------------------------------------- | ---------------------------------------------------- | ---------------------------------------------------------- | ------------------------ |
| تركيا                    | التركية                                            | كانال دي                                             | 4 أيلول 2008 - 24 يونيو 2010                               | Aşk-ı Memnu              |
| سوريا                    | العربية (باللهجة السورية)(مدبلج)                   | إم بي سي 4                                           | و 2011                                                     | العشق الممنوع            |
| بلغاريا                  | لغة بلغارية (مدبلج) (157 حلقة في النسخة البلغاريا) | bTV, bTV Lady, Nova TV, Diema Family                 | 1 ديسمبر 2010 - 1 يوليو 2011 28 يناير 2012 - 30 يونيو 2012 | Забраненият плод         |
| البوسنة والهرسك          | 18 أيلول 2010 - 4 ماي                              | Hayat TV                                             |                                                            |                          |
| مصر                      | العربية (باللهجة السورية)(مدبلج)                   | ميلودي دراما، سي بي سي دراما، سي بي سي مصر، ميكس وان |                                                            | العشق الممنوع            |
| لبنان                    | العربية (باللهجة السورية)(مدبلج)                   | LBC                                                  |                                                            |                          |
| المغرب                   | العربية (باللهجة السورية)(مدبلج)                   | دوزيم موند                                           |                                                            |                          |
| إيران                    | الفارسية (مدبلج)                                   | GEM Classic Channel                                  | 1 أغسطس 2011 - 14 مارس 2011                                | عشق ممنوع                |
| سلوفينيا                 | (مدبلج)                                            | POP TV                                               | 14 سبتمبر 2010                                             | Prepovedana ljubezen     |
| اليونان                  | (مدبلج)                                            | ANT1                                                 | في أواخر عام 2011                                          | Πειρασμός                |
| الصين · هونغ كونغ        | لغة أويغورية (مدبلج)                               | Xinjiang Television TVB Pearl                        |                                                            | 慧眼                     |
| تونس                     | العربية (باللهجة السورية)(مدبلج)                   | قناة نسمة                                            |                                                            | العشق الممنوع            |
| المجر                    |                                                    | TV2 Duna TV                                          | 10 يناير 2011 - 19 أبريل 2011                              | Tiltott szerelem         |
| فلسطين · إسرائيل         | العربية (باللهجة السورية)(مدبلج) العبرية(مدبلج)    | Viva                                                 |                                                            | العشق الممنوع אהבה אסורה |
| كازاخستان                |                                                    | 31 Kanal                                             |                                                            |                          |
| الجبل الأسود             |                                                    | TV In                                                |                                                            | Zabranjeno voće          |
| كرواتيا                  |                                                    | Doma TV                                              | 3 يناير 2011 - 14 مارس 2011                                | Strasti Orijenta         |
| صربيا                    |                                                    | Prva Srpska Televizija                               | 16 مايو 2011                                               | Zabranjeno voće          |
| سلوفاكيا                 |                                                    |                                                      |                                                            |                          |
| رومانيا                  |                                                    | Pro TV                                               | 27 فبراير 2012 - 15 أكتوبر 2012                            | Iubire ascunsă           |
| الإكوادور                |                                                    | Gama Tv                                              | 12 مارس 2016                                               | Amor Prohibido           |
| آيسلندا                  |                                                    | Doma                                                 | 2 فبراير 2015 - 24 يونيو 2015                              | Bannað ást               |
| أوكرانيا                 | اللغة الأوكرانية (مدبلج)                           | 1+1 (TV channel)                                     | 7 سبتمبر 2015 - 25 ديسمبر 2015                             | Заборонене кохання       |
| لاتفيا                   |                                                    | LNT                                                  | 14 يوليو 2014 - 30 أكتوبر 2014                             | Kārdinājuma varā         |
| بيرو                     |                                                    | Latina Television                                    | 23 نوفمبر 2015 - 20 يوليو 2016                             | Amor Prohibido           |
| تشيلي                    |                                                    | Canal 13                                             | 9 يوليو 2014 - 5 مارس 2015                                 | Amor Prohibido           |
| تايوان                   |                                                    | Public Television Service                            |                                                            | 慧眼                     |
| سنغافورة                 |                                                    | MediaCorp TV12 okto                                  |                                                            | Forbidden Love           |
| ماليزيا                  |                                                    | RTM TV2                                              |                                                            | Forbidden Love           |
| إندونيسيا                |                                                    | MNCTV                                                |                                                            | Forbidden Love           |
| السعودية                 |                                                    | إم بي سي 4                                           |                                                            | العشق الممنوع            |
| باكستان                  |                                                    | Urdu1                                                | 23 يونيو 2012 - 14 نوفمبر 2012                             | عشق ممنوع                |
| جمهورية التشيك           | لغة تشيكية (مدبلج)                                 | Kino Barrandov                                       | 20 أغسطس 2017 - 5 أغسطس 2018                               | Zakázaná láska           |
| الإمارات العربية المتحدة | العربية (باللهجة الخليجية) (مدبلج)                 | فاميلي TV                                            | 9 يناير 2022                                               | العشق الممنوع            |

## أصداء عن المسلسل
- كسر المسلسل جميع التصنيفات في تركيا، إذ يعتبر العشق الممنوع المسلسل الأعلى تقييما بالدولة[5][6]
- حقق المسلسل نجاحا ساحقاُ في باكستان ب90 مليون مشاهد وبتصنيف بلغ 11.9 في الحلقة الأخيرة. وبذلك يعد المسلسل الدراما الأجنبية الأولى الحاصلة على أعلى نسبة تقييمات في باكستان[7][8] ورغم عرضه عام 2012 الا انه تم إعادة عرضه 6 مرات في باكستان بناء على طلب المشاهدين[9] بالرغم من الانتقادات الكبيرة الموجه بحقه باعتباره يناقد العادات والتقاليد والأخلاق الإسلامية من ناحية الملابس والمشاهد الحميمة بين أبطاله[10]
- ترجم ودبلج إلى العديد من اللغات[11]، دون العنوان الذي لم يترجم وبقي باللغة والمعنى الأصلي.

### نهاية المسلسل
حقق مشهد انتحار سمر في المسلسل رقما قياسيا في معدل نسب المشاهدة بلغت %73.7،

### مسلسلات مقتبسة
في عام 2012، وقعت قناة تيليموندو، إحدى كبريات شركات الإنتاج التلفزيوني اللاتيني في العالم، عقداً مع دار الإنتاج التركي Ay Yapım، المالكة لحقوق إنتاج وتوزيع المسلسل التركي الأصلي، لشراء سيناريو المسلسل من أجل إنتاج النسخة الأمريكية بعنوان "Pasion Prohibida" (العاطفة المحرمة). وقد مثل في هذه النسخة المغني والممثل خوان كارلوس كنيلا وملكة جمال فنزويلا لعام 2004، مونيكا سبير. حققت النسخة الأمريكية نسب مشاهدة مرتفعة جداً، بلغت حوالي مليوني مشاهد، مما أدى إلى زيادة عدد مشاهدي القناة بنسبة 7% مقارنة بالأيام العادية. كما تم بيع سيناريو المسلسل لقناة "ميديا سيت" الإيطالية.
لاحقًا في عام 2017، بثت القناة الهندية Star Plus النسخة الهندية من المسلسل تحت عنوان "Dil Sambhal Jaa Zara". ومع ذلك، أدت نسب المشاهدات المنخفضة إلى إيقاف بث المسلسل وعدم استكمال تصوير مشاهده.
في عام 2018، أقدمت قناة Antena 1 الرومانية على إنتاج النسخة الرومانية من المسلسل تحت عنوان "Fructul Oprit". لكن في عام 2020، تقدم كتاب المسلسل التركي "العشق الممنوع" بدعوى قضائية ضد القناة بسبب انتهاك حقوق الملكية الفكرية. قررت المحكمة أن العديد من المشاهد قد تم نسخها بدقة، مما أدى إلى فقدان القناة المنتجة جميع حقوق نسختها الرومانية لصالح المدعين.

### ردود الفعل
لاقى المسلسل منذ عرضه نجاحاً جماهيرياً ونقدياً ساحقاً. ورغم ذلك، صرح المجلس الأعلى للإذاعة والتلفزيون التركي (RTÜK) بتلقيه عدة شكاوى متكررة تعارض بشدة المسلسل من قبل جماعات معينة، وذلك بسبب مشاهد الجنس والكفر والفسوق، كما وصفوها. وبسبب هذه الشكاوى، أصبح "العشق الممنوع" المسلسل الأكثر تغريماً في عام 2009.
ورغم عدم ملاءمة بعض المشاهد لجمهور الشاشة الصغيرة، حافظ المسلسل على الصدارة طوال عامين من عرضه، محققا أعلى نسب مشاهدة. كما حقق المسلسل فائدة كبيرة للدولة من خلال تشجيعه للسياحة في تركيا.

## جوائز وترشيحات
حصد الموسم الأول من المسلسل عدة جوائز خلال حفل توزيع جوائز مهرجان الفراشة الذهبية السينمائي 36 أبرزها جائزة أفضل مسلسل دولي وجائزة أفضل ممثلة عن دور سمر للفنانة بيرين سات، وجائزة أفضل ممثل عن دور مهند للفنان كيفانش تاتليتوغ
| سنة  | نوع الجائزة                                     | فئة                                       | المرشح                     | النتيجة |
| ---- | ----------------------------------------------- | ----------------------------------------- | -------------------------- | ------- |
| 2009 | مهرجان الفراشة الذهبية السينمائي                | أفضل ممثلة                                | بيرين سات                  | فوز     |
| 2009 | مهرجان الفراشة الذهبية السينمائي                | أفضل ممثل                                 | كيفانش تاتليتوغ            | فوز     |
| 2009 | مهرجان الفراشة الذهبية السينمائي                | أفضل مسلسل                                | العشق الممنوع              | فوز     |
| 2009 | جائزة جامعة يلدز التقنية                        | أفضل ممثلة                                | بيرين سات                  | فوز     |
| 2009 | جائزة جامعة بيكنت                               | أفضل ممثلة                                | بيرين سات                  | فوز     |
| 2009 | جائزة جامعة بيكنت                               | أفضل ممثل                                 | كيفانش تاتليتوغ            | فوز     |
| 2009 | جائزة جامعة كالاتاساراي                         | أفضل ممثل                                 | كيفانش تاتليتوغ            | فوز     |
| 2009 | جائزة جامعة كالاتاساراي                         | أفضل مسلسل                                | "العشق الممنوع"            | فوز     |
| 2009 | ثانوية Semiha Şakir Lisesi                      | أفضل ممثل                                 | كيفانش تاتليتوغ            | فوز     |
| 2009 | ثانوية Semiha Şakir Lisesi                      | أفضل ممثلة                                | نباهت جهره                 | فوز     |
| 2009 | جامعة اسطنبول أيدن                              | أفضل ممثلة                                | نباهت جهره                 | فوز     |
| 2009 | جامعة اسطنبول أيدن                              | أفضل ممثل                                 | كيفانش تاتليتوغ            | فوز     |
| 2009 | جامعة اسطنبول أيدن                              | أفضل مسلسل                                | "العشق الممنوع"            | فوز     |
| 2009 | كلية الحقوق بجامعة أنقرة                        | أفضل مسلسل                                | "العشق الممنوع"            | فوز     |
| 2009 | كلية تيد أفيون                                  | أفضل مسلسل                                | "العشق الممنوع"            | فوز     |
| 2009 | جائزة كمال سونال للثقافة والفنون                | أفضل مسلسل                                | "العشق الممنوع"            | فوز     |
| 2009 | جائزة جامعة اسطنبول المعلوماتية                 | أفضل مسلسل                                | "العشق الممنوع"            | فوز     |
| 2009 | جائزة جامعة اسطنبول المعلوماتية                 | أفضل ممثل                                 | سلجوق يونتام               | فوز     |
| 2009 | جامعة اسطنبول كلية الحقوق                       | أفضل مسلسل                                | "العشق الممنوع"            | فوز     |
| 2009 | جوائز جامعة كادير هاس                           | أفضل مسلسل                                | "العشق الممنوع"            | فوز     |
| 2010 | مهرجان تلفزيون في أنطاليا                       | أفضل مسلسل                                | "العشق الممنوع"            | رُشِّح     |
| 2010 | مهرجان تلفزيون في أنطاليا                       | أفضل ممثل دراما                           | كيفانش تاتليتوغ            | رُشِّح     |
| 2010 | مهرجان تلفزيون في أنطاليا                       | أفضل ممثلة دراما                          | بيرين سات                  | رُشِّح     |
| 2010 | مهرجان تلفزيون في أنطاليا                       | أفضل ممثلة مساعدة في دراما                | نباهت جهره                 | رُشِّح     |
| 2010 | مهرجان تلفزيون في أنطاليا                       | أفضل ممثل مساعد في دراما                  | سلجوق يونتام               | فوز     |
| 2010 | مهرجان تلفزيون في أنطاليا                       | أفضل سيناريو مقتبس                        | إيجي يورنش ملك غينتش أوغلو | فوز     |
| 2010 | مهرجان تلفزيون في أنطاليا                       | أفضل ٱفتتاح لمسلسل                        | العشق الممنوع              | فوز     |
| 2010 | جائزة (إسماعيل جيم)                             | أفضل ممثلة دراما                          | بيرين سات                  | رُشِّح     |
| 2010 | جائزة (إسماعيل جيم)                             | أفضل ممثل مساعد                           | سلجوق يونتام               | فوز     |
| 2010 | جائزة (إسماعيل جيم)                             | أفضل سيناريو مقتبس                        | إيجي يورنش ملك غينتش أوغلو | فوز     |
| 2010 | جائزة (إسماعيل جيم)                             | أفضل شارة بداية مسلسل تلفزيوني (جزء ثاني) | Haluk Arus                 | فوز     |
| 2010 | جائزة (إسماعيل جيم)                             | أفضل دراما ويب                            | مسلسل العشق الممنوع        | فوز     |
| 2010 | مهرجان الفراشة الذهبية السينمائي                | أفضل ممثلة في مسلسل درامي                 | بيرين سات                  | فوز     |
| 2010 | جوائز موقع AyaklıGazete.com                     | أفضل ممثلة في مسلسل درامي                 | بيرين سات                  | فوز     |
| 2010 | جوائز مجلة Turkey Talk                          | أفضل ممثلة في مسلسل درامي                 | بيرين سات                  | فوز     |
| 2010 | جوائز جامعة كادير هاس                           | أفضل ممثلة في مسلسل درامي                 | بيرين سات                  | فوز     |
| 2010 | جوائز جامعة كالاتاساراي                         | أفضل ممثلة في مسلسل درامي                 | بيرين سات                  | فوز     |
| 2010 | جوائز جامعة مرمرة                               | أفضل ممثلة في مسلسل درامي                 | بيرين سات                  | فوز     |
| 2010 | جوائز تلفزيون أنطاليا                           | أفضل ممثلة في مسلسل درامي                 | بيرين سات                  | رُشِّح     |
| 2010 | جائزة مجلة إل الفرنسية للموضة ELLE Style Awards | ممثلة العام الأنيقة في العشق الممنوع      | بيرين سات                  | فوز     |
| 2010 | جائزة مجلة إل الفرنسية للموضة ELLE Style Awards | ممثل العام الأنيق في العشق الممنوع        | كيفانش تاتليتوغ            | فوز     |
| 2010 | جوائز مجلة Kavram Olimpiyatları                 | أفضل موهبة شابة في سنة 2010               | هازل كايا                  | فوز     |
| 2013 | مجموعة فنادق TÜROB التركية                      | جائزة الإمتنان                            | العشق الممنوع              | فوز     |
| 2014 | Premio APES                                     | أفضل ممثلة دولية                          | بيرين سات                  | فوز     |

## وصلات خارجية
- العشق الممنوع على موقع IMDb (الإنجليزية)
- العشق الممنوع على موقع كينوبويسك (الروسية)
- العشق الممنوع على موقع قاعدة بيانات الفيلم (الإنجليزية)
- الموق الرسمي